# Hudson (Nou Hampshire)
Hudson és una població dels Estats Units a l'estat de Nou Hampshire. Segons el cens del 2000 tenia 22.985 habitants.

## Demografia
Segons el cens del 2000, Hudson tenia 22.928 habitants, 8.034 habitatges, i 6.258 famílies. La densitat de població era de 313,1 habitants per km².
Dels 8.034 habitatges en un 41% hi vivien nens de menys de 18 anys, en un 64,8% hi vivien parelles casades, en un 9% dones solteres, i en un 22,1% no eren unitats familiars. En el 16,3% dels habitatges hi vivien persones soles el 4% de les quals corresponia a persones de 65 anys o més que vivien soles. El nombre mitjà de persones vivint en cada habitatge era de 2,83 i el nombre mitjà de persones que vivien en cada família era de 3,17.
Per edats la població es repartia de la següent manera: un 28,2% tenia menys de 18 anys, un 6,3% entre 18 i 24, un 35,3% entre 25 i 44, un 22,3% de 45 a 60 i un 7,9% 65 anys o més.
L'edat mediana era de 35 anys. Per cada 100 dones de 18 o més anys hi havia 95,6 homes.
La renda mediana per habitatge era de 64.169$ i la renda mediana per família de 71.313$. Els homes tenien una renda mediana de 46.198$ mentre que les dones 31.315$. La renda per capita de la població era de 25.696$. Entorn de l'1,2% de les famílies i el 2,3% de la població estaven per davall del llindar de pobresa.